# 크룬스타트

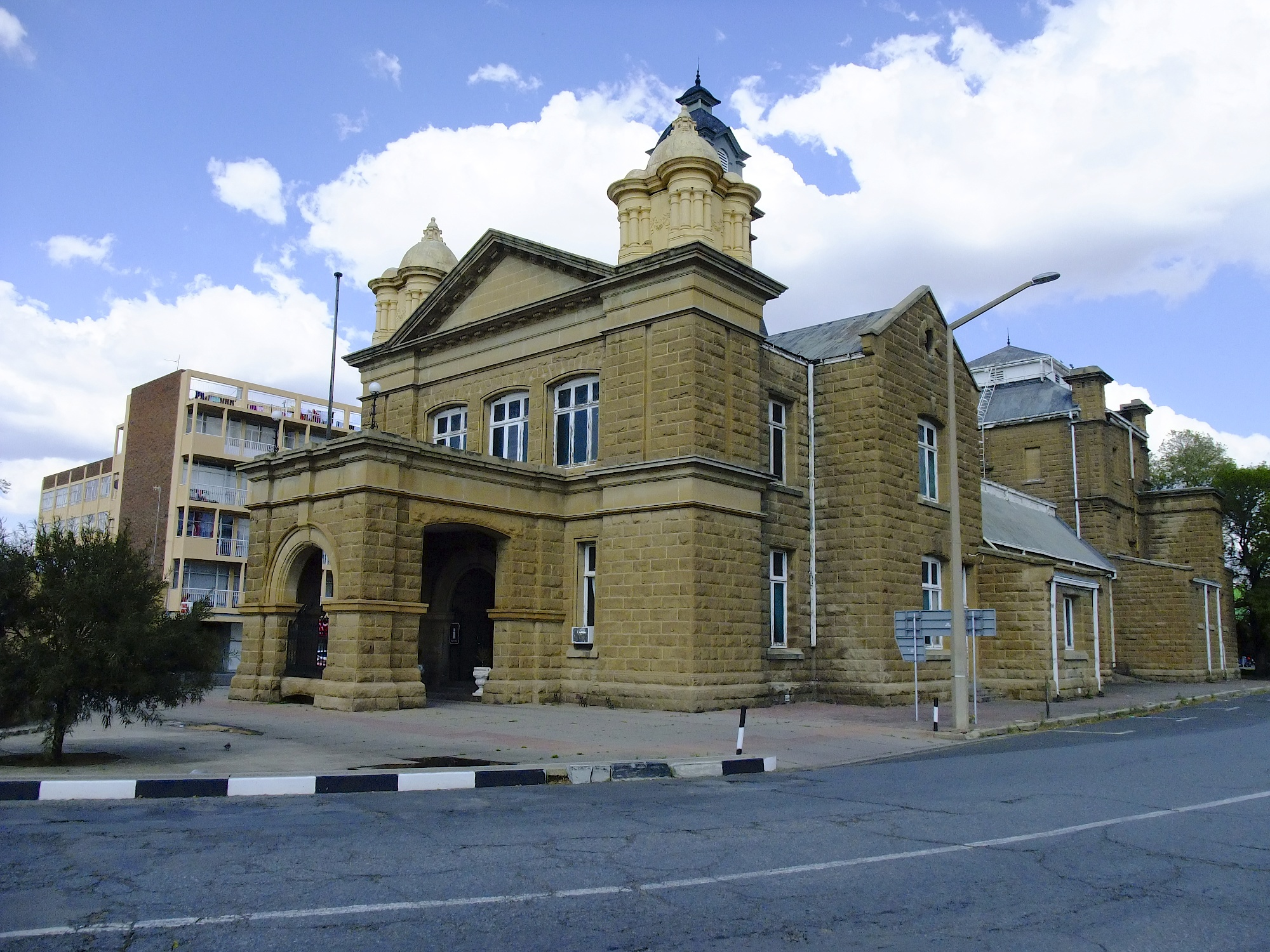
크룬스타트 시청

크룬스타트(아프리칸스어: Kroonstad)는 남아프리카 공화국 프리스테이트 주에 위치한 도시이다. 프리스테이트 주에서 블룸폰테인, 웰콤에 이어 세번째로 큰 도시이다. 2011년 기준으로 인구는 168,762명이다.